# Patrice Rio
Patrice Rio (* 15. August 1948 in Le Petit-Quevilly, Département Seine-Maritime) ist ein ehemaliger französischer Fußballspieler.

## Vereinskarriere
Der Innenverteidiger begann seine professionelle Laufbahn 1969 beim Erstligisten FC Rouen, für den auch schon sein Vater, der Nationalstürmer Roger Rio, gespielt hatte. In der Meisterschaft landete Patrice Rio am Saisonende zwar nur auf dem 12. Platz, aber er stand in sämtlichen sechs Spielen des bis heute (2008) einzigen europäischen Auftritts der „Roten Teufel“ auf dem Rasen. Im UEFA-Cup-Vorgängerwettbewerb Messepokal schaltete Rouen zunächst Twente Enschede und den RSC Charleroi aus, bevor der FCR in der dritten Runde mit 0:0 und 0:1 am FC Arsenal scheiterte. Als der finanziell gebeutelte Verein dennoch bei Saisonende seine Profilizenz zurückgab, wechselte Rio aus der Normandie in die Bretagne.
Mit dem FC Nantes, für den Patrice Rio ab 1970 seine Fußballstiefel schnürte, errang der körperlich, aber auch technisch starke und mit seinem Kopfball auch vor dem gegnerischen Tor gefährliche Spieler während der folgenden 14 Jahre eine Vielzahl an Erfolgen. In der Division 1 holte er mit den Canaris – als „Kanarienvögel“ werden die Spieler aus Nantes wegen der Farbe ihres Spieldresses bezeichnet – vier Landesmeistertitel und wurde zudem viermal Vizemeister. Einmal gewann er den Landespokal nach einem 4:1-Finalsieg über die AJ Auxerre, stand persönlich 1983 ein zweites Mal im Endspiel dieses Wettbewerbs (2:3-Niederlage gegen Paris Saint-Germain FC). Bereits 1976 wurde er auch zum Nationalspieler. Zudem kam er auf insgesamt 30 Einsätze in den europäischen Vereinswettbewerben, in denen ihm auch drei Treffer gelangen. Höhepunkt dabei war das Erreichen des Halbfinals im Europapokal der Pokalsieger 1979/80, wo aber der spätere Cupgewinner FC Valencia nach 2:1 und 0:4 weitergehende Titelträume beendete, Tiefpunkt hingegen das Ausscheiden im Landesmeisterwettbewerb 1973/74, als Nantes bereits in der ersten Runde mit 0:1 und 2:2 am dänischen Amateurklub Vejle BK scheiterte. Von größeren Verletzungen blieb Rio weitgehend verschont, so dass er nur in zwei Spielzeiten (1972/73 und 1981/82) weniger als die Hälfte der Pflichtspiele der Canaris absolvieren konnte.
Mit 36 Jahren noch nicht reif für den Ruhestand, spielte Patrice Rio ab 1984 für den gerade in die Division 2 abgestiegenen Stade Rennes. Obwohl Stade die Saison 1984/85 nur als Tabellenvierter abgeschlossen hatte, gelang ihm der sofortige Wiederaufstieg nach Erfolgen in den Barrages über FC Rouen, FC Mulhouse und AS Saint-Étienne, und der Abwehrrecke hatte daran gehörigen Anteil. Nach zwei weiteren Erstligajahren, an deren Ende Rennes erneut in die zweite Liga absteigen musste, beendete der fast 39-Jährige Rio, der in der letzten Spielzeit nur noch zu vier Punktspielen gekommen war, nach 509 Begegnungen im fußballerischen Oberhaus Frankreichs 1987 seine lange Spielerlaufbahn.

### Stationen
- Football Club de Rouen 1899 (1969/70)
- Football Club de Nantes (1970–1984)
- Stade Rennais Football Club (1984–1987, davon 1984/85 in D2)

## Nationalmannschaft
Zwischen März 1976 und September 1978 wurde Patrice Rio zu 17 A-Länderspielen in die Équipe tricolore berufen. Während dieser Zeit musste er insbesondere mit Christian Lopez um den freien Platz in der Innenverteidigung neben Marius Trésor konkurrieren. Dennoch stand er im französischen WM-Aufgebot 1978, und in Argentinien gab Nationaltrainer Hidalgo ihm im Auftaktspiel gegen Italien den Vorzug; nach der 1:2-Niederlage gegen die Azzurri allerdings verdrängte Lopez Rio dann – bis auf das EM-Qualifikationsspiel gegen Schweden unmittelbar nach der WM-Endrunde – dauerhaft aus der Elf.

## Palmarès
- Französischer Meister: 1973, 1977, 1980, 1983 (und Vizemeister 1974, 1978, 1979, 1981)
- Französischer Pokalsieger: 1979 (und Finalist 1973 [nur nominell], 1983)
- 17 A-Länderspiele für Frankreich, WM-Teilnehmer 1978
- 36 Europapokalspiele (6 für Rouen, 30 für Nantes)
- 509 Einsätze und 28 Tore in der Division 1 (33/0 für Rouen, 436/23 für Nantes, 40/5 für Rennes),[6] damit bis heute (2008) der Spieler mit den zwölftmeisten Spielen in Frankreichs erster Liga

## Leben nach der Zeit als Fußballer
Nach einer kurzen Episode als Sportdirektor beim SCO Angers arbeitete Patrice Rio in der Folge als Handelsvertreter für einen Hersteller hydraulischer Heckladeklappen für Lkw. Daneben ist seine Meinung als Experte für den französischen Ligafußball in den Sendungen des Bezahlfernsehsenders Canal+ regelmäßig gefragt.